# Olhos-d'Água
Olhos-d'Água là một đô thị thuộc bang Minas Gerais, Brasil. Đô thị này có diện tích 2086,383 km², dân số năm 2007 là 4991 người, mật độ 2,3 người/km².